# Vicent Beguer Miquel
Vicent Beguer Miquel (Torrent, 1960) és un llibreter i polític valencià. Va ser regidor a Torrent del Bloc Nacionalista Valencià-Compromís.
Ha treballat a diverses llibreries al llarg de la seua vida professional i en diferents càrrecs a diferents establiments. La seua trajectòria li ha fet guanyar el reconeixement de l'Associació de Bibliotecaris Valencians, que en 2009 va lliurar-li el seu Premi d'Honor. Va ser regidor pel Bloc Nacionalista Valencià a Torrent des de l'any 2003 fins 2015, També va ser candidat al Senat per la circumscripció de València amb Bloc-Iniciativa-Verds a les Eleccions generals espanyoles de 2008. Fou expulsat del Bloc el 2015 i es va presentar com a cap de llista a la plataforma Actúa Torrent-Plataforma per l'Hospital. Per a les eleccions municipals de 2023 va donar suport a la candidatura de Ciutadans tancant la llista electoral en qualitat d'independent.